# ووزنسنکا (شهرستان رودینسکی، سرزمین آلتای)
ووزنسنکا (به لاتین: Voznesenka) یک منطقهٔ مسکونی در روسیه است که در سرزمین آلتای واقع شده‌است.